# Băsești (gmina)
Băsești – gmina w Rumunii, w okręgu Marmarosz. Obejmuje miejscowości Băsești, Odești, Săliște i Stremț. W 2011 roku liczyła 1452 mieszkańców.